# Blejski grad
Blejski grad je grad na strmi pečini, ki se dviga približno 139 m nad gladino Blejskega jezera pri Bledu. Dolga stoletja je bil sedež velike gorenjske posesti briksenske škofije, zdaj pa je ena največjih kulturnih in turističnih znamenitosti Slovenije.

## Zgodovina gradu
V zgodovinsko obdobje je Bled stopil leta 1004 z listino nemškega cesarja Henrika II., ki je posestvo Bled podaril briksenski škofiji, škofu Albuinu. Leta 1011 je Henrik II. podaril nasledniku škofa Albiuna, škofu Adalberonu, Blejski grad in za 30 kraljevskih kmetij zemlje. V tej darovnici se Blejski grad (castellum Veldes) prvič omenja. Po času omembe spada med najstarejše v virih imenovane gradove na Slovenskem. Briksenski škofje so na Bled prihajali redko, zato so gospostva sprva upravljali in varovali škofovi ministeriali, do leta 1349 vitezi Blejski. Sredi 14. stoletja so škofje opustili neposredno upravo gospostva in ga dali kot jamstvo za posojeni denar v zakup dotedanjemu upravitelju Konradu von Kreighu. Rodbina Kreigh je gospodarila na Bledu skoraj 200 let (1368–1558). Zaradi kratenja pravic kmetom in grobega ravnanja s tlačani so se tudi blejski kmetje leta 1515 pridružili vseslovenskem puntu. Za Kreighi in njihovimi sorodniki Turni je 1558 prevzel zakupništvo sloviti junak iz turških bojev baron Herbard Auersperg (Turjaški). 
Ker je bil velik zaščitnik protestantizma, ki se je v tem času razširil na Bledu, je leta 1574 moral oditi z Bleda in prepustiti zakupništvo privržencu katoliške stranke, baronu Ivanu Josipu Lenkoviču. Ta je umrl 1680, za njegovimi dediči je posest upravljal grof Žiga Turn (1592–1597). Od leta 1597 do 1615 so se škofje odpovedali zakupništvu in sami postavljali glavarje. Po letu 1615 so imeli Bled v zakupu knez Janez Eggenberg (do 1634), Adam Pipian (1634–1642), Karel Weidmann (1642–1651), Engelbert Volf Auersperg (1651–1666), Janez Petschacher (1666–1669), Wilhelm Baltasar von Loewenfeldt (1669–1674), ponovno Petschacher (1674–1677), rodbina baronov Gallenfels (1677–1721 in 1731–1744), vmes pa Anton Ignacij von Loewenegg, Janez Toman (1744–1750), baron Indermauer (1751–1769), Franc Florijan Chrobath (1769–1774), Jožef Štefančič (1774–1782), Ignac Novak (1782–1804). Glavarji so bili do srede 18. stoletja plemiči, kasneje so jih zamenjali meščani.
Po 800 letih briksenske oblasti je bilo leta 1803 blejsko gospostvo, z ukazom dunajske dvorne komisije, podržavljeno. V času Ilirskih provinc (1809-1813) je bilo gospostvo last francoske države, dohodke pa je užival generalni guverner, maršal Auguste Marmont. Leta 1838 je bila briksenski škofiji vrnjena vsa podržavljena posest. Škof in stolni kapitelj sta 1858 prodala gospostvo Bled in otoško proštijo za 150.000 goldinarjev meščanskemu podjetniku Viktorju Ruardu, lastniku jeseniške železarne. Ruard je leta 1871 obsežne gozdove prodal Kranjski industrijski družbi, obdržal je grad, jezero in gradbena zemljišča okrog jezera. Leta 1882 je ta posest prišla v roke veletrgovca Adolfa Muhra, leta 1918 pa je grad z jezerom in otokom kupil hotelir Ivan Kenda. Grad je leta 1937 prevzela Zadružna gospodarska banka, nato pa Dravska banovina. Sedaj je v lasti države. Upravlja ga Zavod za kulturo Bled. 
Grad sta prizadela dva potresa, leta 1511, po katerem ga je prezidaval Herbard Auersperg, in leta 1690, ko so ga popravljali Gallenfelsi. Ostal je ohranjen njegov gotski fortifikacijski sistem.

## Stavba
Grajska poslopja so razvrščena okoli dveh dvorišč. Ob spodnjem dvorišču so bila gospodarska poslopja, ob zgornjem pa stanovanjski prostori. Dvorišča je povezovalo stopnišče sredi baročnega trakta. Najbolj zanimiva je kapela na zgornjem dvorišču, zgrajena v 16. stoletju, posvečena škofoma sv. Albuinu in sv. Ingenuinu. Okrog 1700 so jo poslikali s freskami, ob oltarju sta upodobljena darovalca Henrik II. in njegova žena Kunigunda. Od najstarejše zasnove se je ohranilo romansko obzidje z vhodnim stolpom, ostala poslopja so iz obdobja renesanse. Ko je leta 1947 pogorelo ostrešje gradu in so se začela arheološka izkopavanja, je Narodni muzej v Ljubljani sprožil vprašanje konservacije gradu. Tako je bil grad po načrtih ing. arh. Toneta Bitenca s finančnimi sredstvi države in bivše občine Bled restavriran. Blejski grad je prezentiran in urejen za obisk, v delu prostorov je muzej.

## Notranji bivalni prostori
V nekdanjih bivalnih prostorih je poleg restavracije še muzejska zbirka, kjer razstavljeni predmeti pripovedujejo o zgodovinskem razvoju pokrajine ob Blejskem jezeru od bronaste dobe do današnjih dni. Oprema ni z blejskega gradu, je pa pomembna za ponazoritev stanovanjske kulture v obdobjih, ki jih je grad preživel.
- Gotska grajska kapela
- Zgornje dvorišče z bivalnimi trakti in gotsko grajsko kapelo
- Spodnje dvorišče s pomožnimi gospodarskimi stavbami
- Vhod na grad
- Blejski grad